# Oussama Tannane
Oussama Tannane (en árabe: أُسَامَة طَنَّان; Tetuán, 23 de marzo de 1994) es un futbolista marroquí. Juega de delantero y su equipo es el Umm-Salal S. C. de la Liga de fútbol de Catar.

## Trayectoria
Después de destacar en la Eredivisie de los Países Bajos en enero de 2016 fue fichado por el A. S. Saint-Étienne de la Ligue 1 francesa que pagó un millón de euros por el al Heracles. En septiembre de 2017 el club galo lo cedió por una temporada a la U. D. Las Palmas de la Primera División de España.
En diciembre de 2017 fue apartado del primer equipo al no contar para el nuevo entrenador Paco Jémez. Quedó un mes sin ficha hasta que el 31 de enero volvió al Saint-Étienne.
En enero de 2022 se marchó a Turquía para jugar en el Göztepe S. K. Después de medio año allí, regresó a los Países Bajos tras firmar con el NEC Nimega. En este equipo estuvo una temporada y en junio de 2023 fichó por el Umm-Salal S. C.

## Selección nacional
Ha sido internacional con la selección de Marruecos en 11 ocasiones anotando 2 goles.

## Clubes
| Club                      | País         | Año       |
| ------------------------- | ------------ | --------- |
| S. C. Heerenveen          | Países Bajos | 2012-2013 |
| Heracles Almelo           | Países Bajos | 2013-2016 |
| A. S. Saint-Étienne       | Francia      | 2016-2019 |
| U. D. Las Palmas (cedido) | España       | 2017-2018 |
| F. C. Utrecht (cedido)    | Países Bajos | 2018-2019 |
| S. B. V. Vitesse          | Países Bajos | 2019-2022 |
| Göztepe S. K.             | Turquía      | 2022      |
| NEC Nimega                | Países Bajos | 2022-2023 |
| Umm-Salal S. C.           | Catar        | 2023-     |